# بردعة (أذربيجان)
بَرْذَعَة (بالأذرية: Bərdə) هي مدينة ومركز مقاطعة برذعة في أذربيجان. تقع جنوب مدينة يفلاكس وعلى الضفة اليسرى من نهر تارتار. كانت بردعة هي عاصمة ألبانيا القوقازية منذ القرن الرابع، ثم أصبحت المدينة الأساسية للولاية الإسلامية «الران» في ألبانيا القوقازية وظلت كذلك حتى القرن العاشر.

## أعلام من المدينة
- كسرى الثاني: آخر ملوك الإمبراطورية الساسانية ، ذُكر  لأول مرة في ثمانينيات القرن الخامس عشر ، عندما كان في بردعة (عاصمة ألبانيا القوقازية). أثناء إقامته هناك ، شغل منصب الحاكم ، وتمكن من وضع حد لمملكة أيبيريا وتحويلها إلى مقاطعة ساسانية.[5]
- جوانشير و فاراز- تيريدات الأول  وهما من عائلة مهرانديس الحاكمة التي حكمت ألبانيا القوقازية.
- الحاكم العربي محمد بن أبي الساج